# Albert Van Dyck
Albert Van Dyck (Turnhout, 1902 – Antwerpen, 1951) was een Vlaamse schilder.

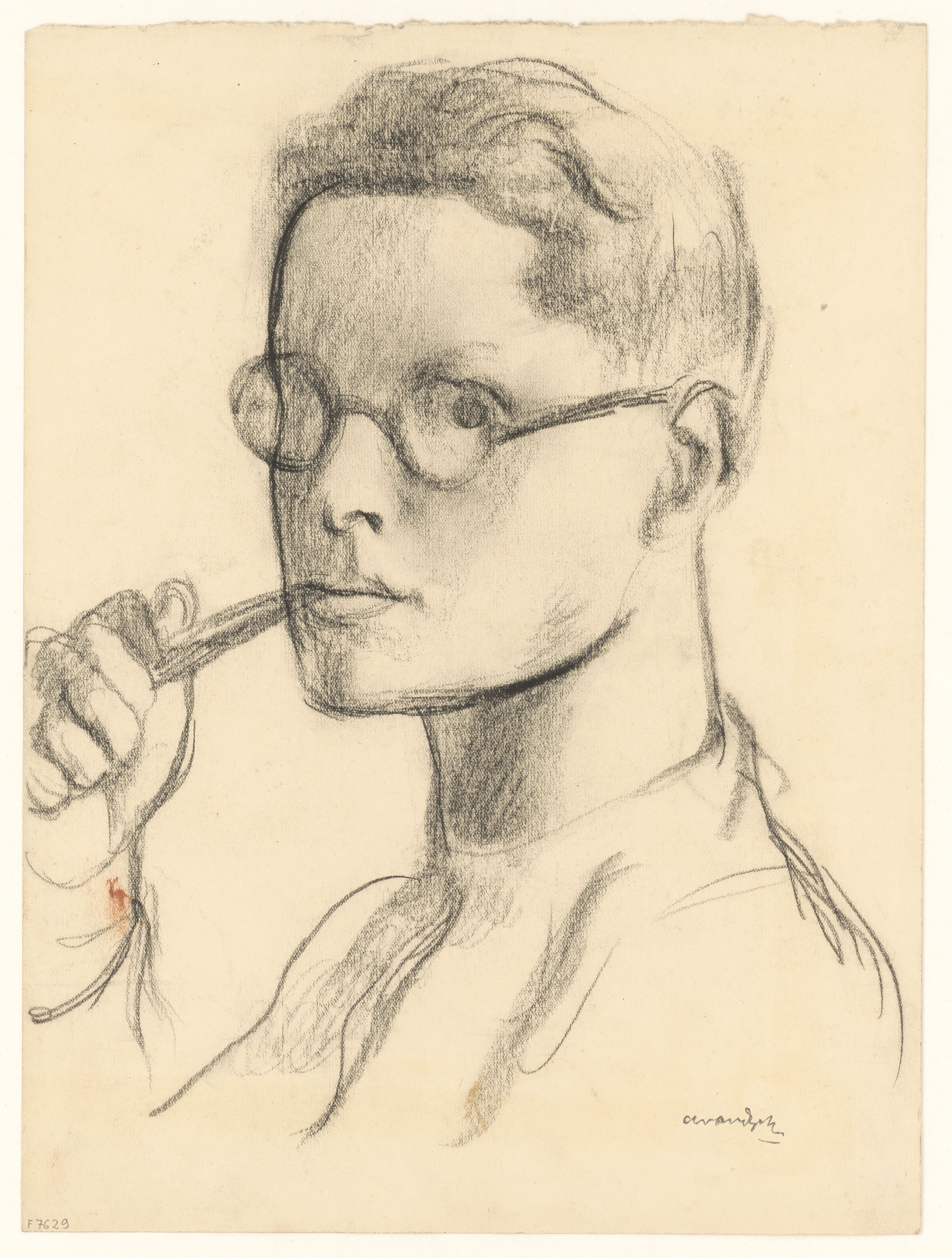
Zelfportret (1929), tekening, prentenkabinet van de KBR, F 7629

Toen Van Dyck begon als kunstenaar, was het Vlaamse expressionisme de gezaghebbende stroming in de Vlaamse kunstwereld. Evenals War van Overstraeten, Albert Dasnoy, Jozef Vinck en Marcel Stobbaerts vond Van Dyck het expressionisme té buitensporig. Met zijn luministische en picturale stijl zette hij zich hiertegen volledig af. De afgebeelde onderwerpen betreffen meestal het kind en het schrale Kempense landschap, rond Kasterlee en Schilde waar hij verbleef. De toenmalige critici omschreven dergelijke kunst als animisme.
Van Dyck kreeg zijn artistieke vorming aan de Academie en aan het Hoger Instituut voor Schone Kunsten te Antwerpen, onder de leraars Isidoor Opsomer, Albert Ciamberlani en Jules De Bruycker. In 1932 richtte hij een eigen Academie op te Antwerpen. Hij had onder andere Jan Vaerten als leerling. In 1949 werd hij professor in het tekenen aan het Hoger Instituut voor Schone Kunsten.
In Schilde werd in 1997 het Museum Albert Van Dyck geopend.

Charles De Coster (1927), prentenkabinet van de KBR, S.III 77616
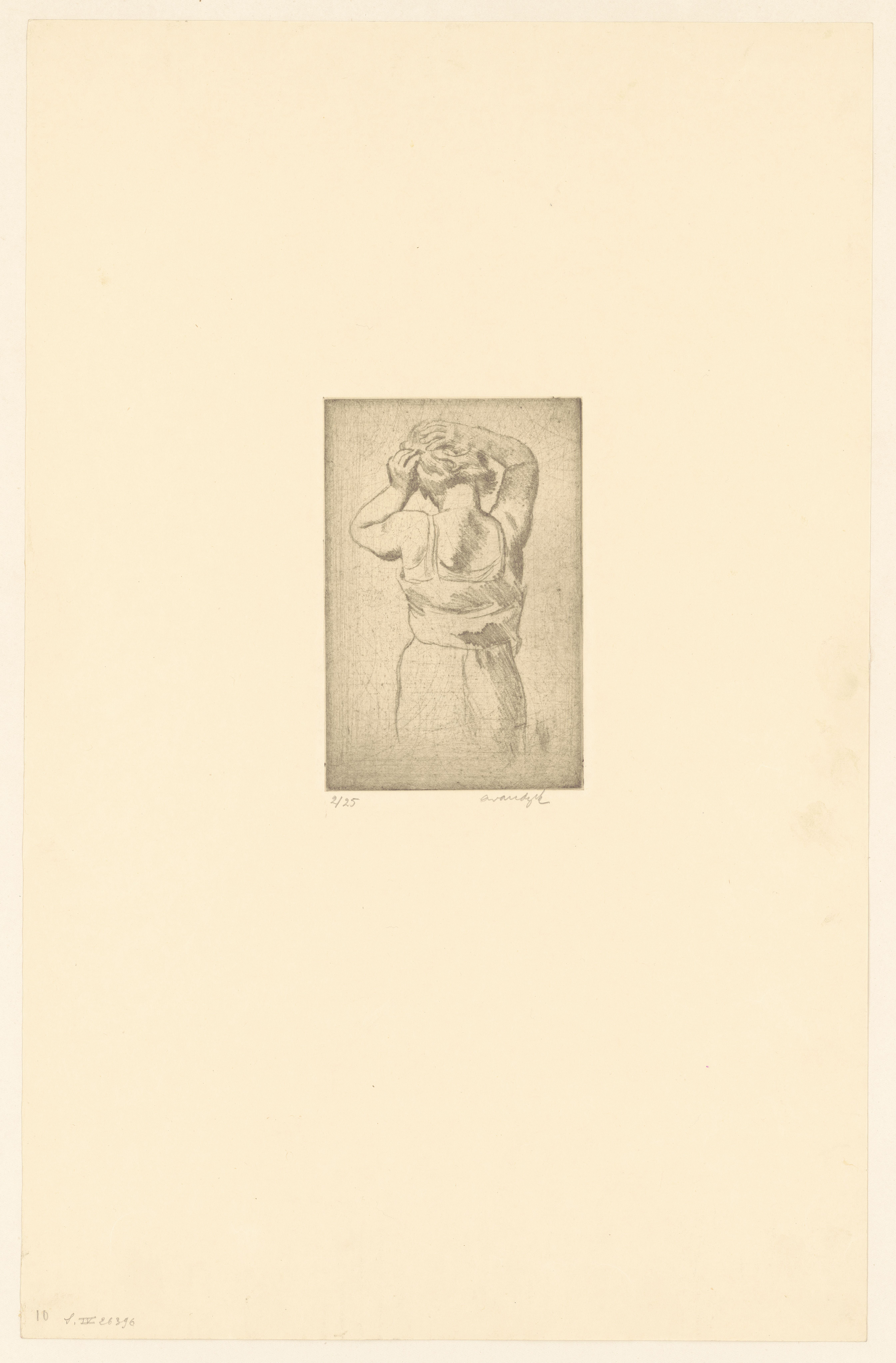
Vrouw die haar haar doet, prentenkabinet van de KBR, S.IV 26396
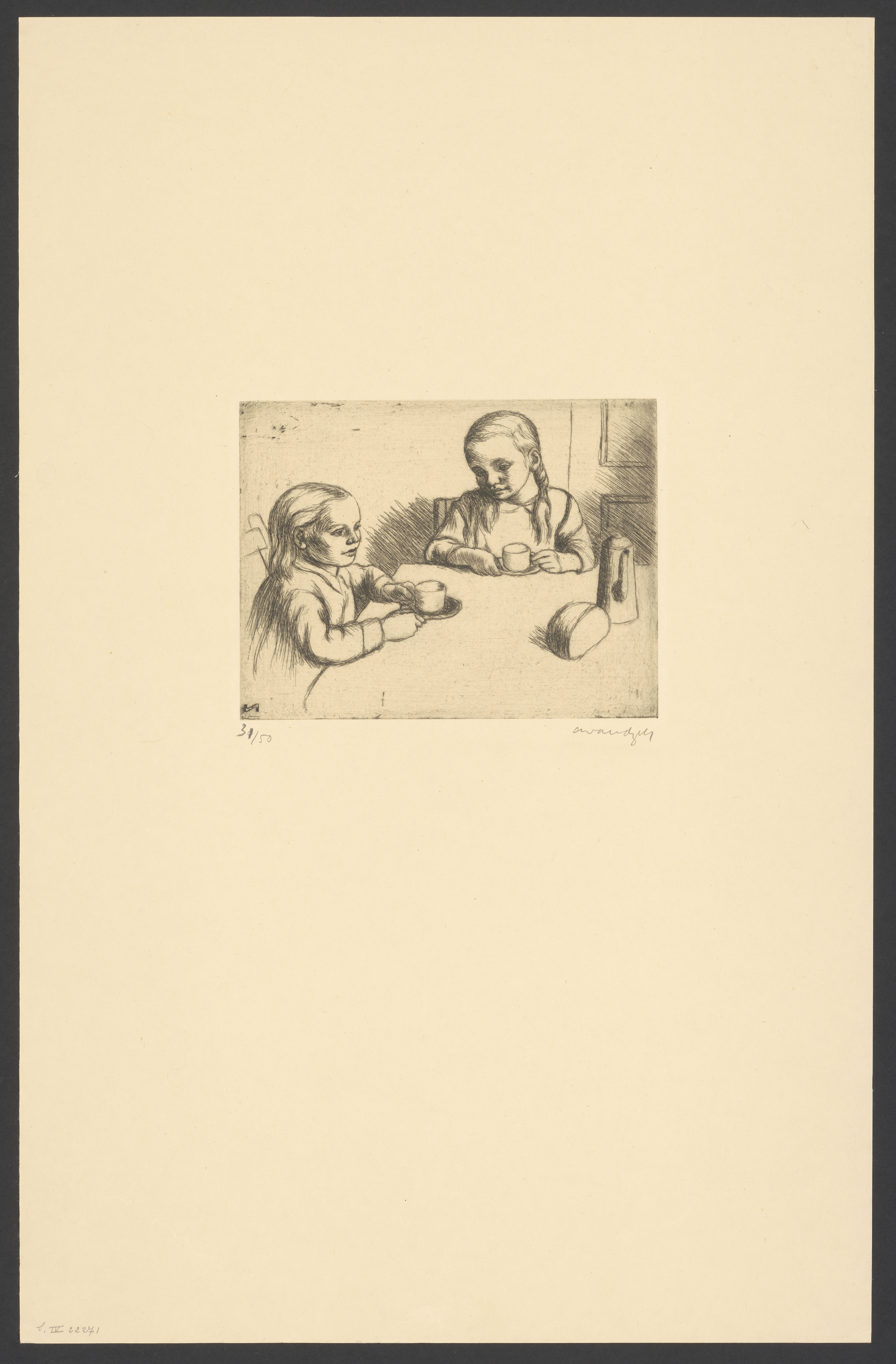
Kinderen bij ontbijt (1935), prentenkabinet van de KBR, S.IV 22271
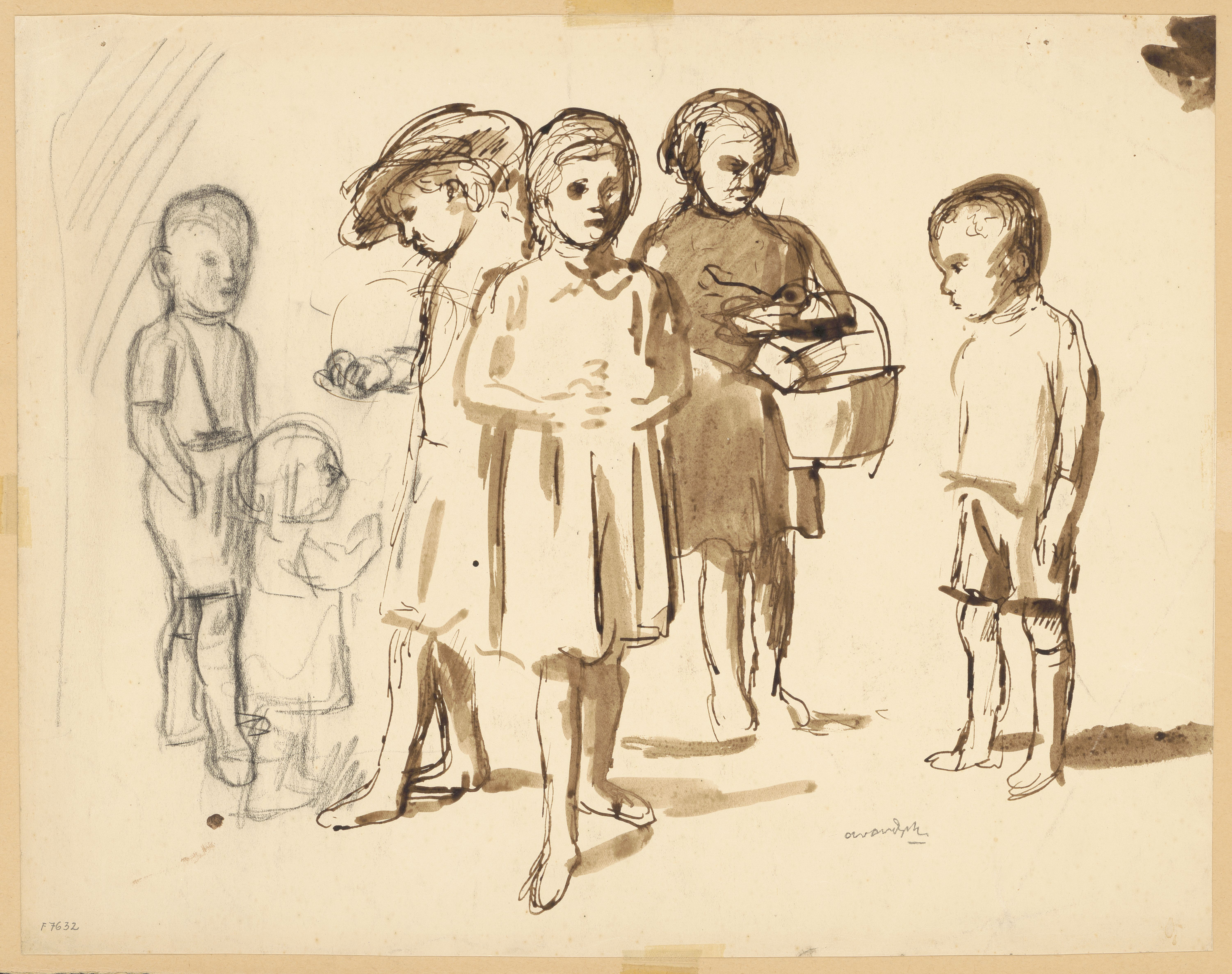
Groep kinderen, prentenkabinet van de KBR, F 7632
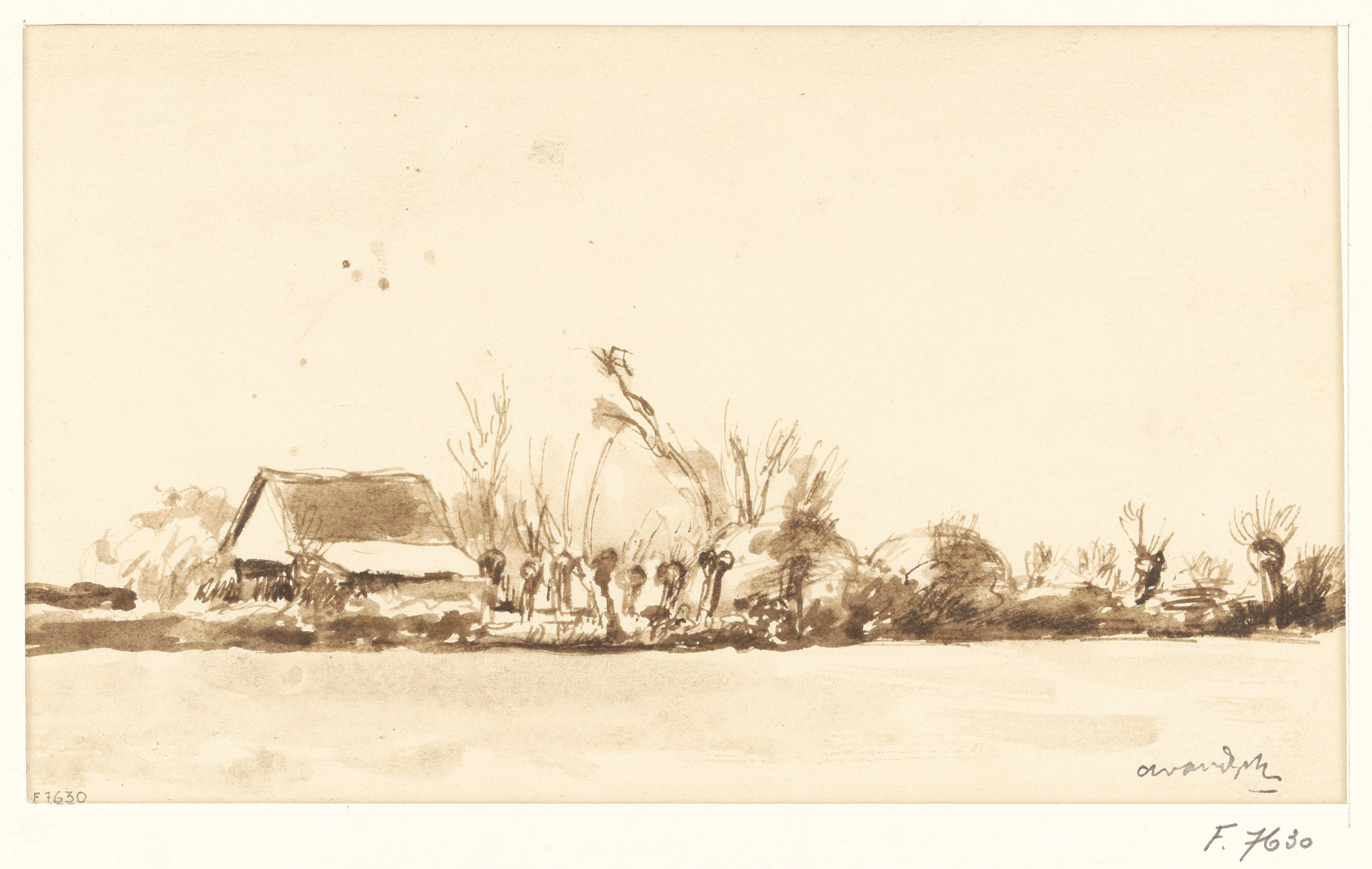
Landschap in Uitkerke (1945), prentenkabinet van de KBR, F 7630